# Tobias Hume
Pour les articles homonymes, voir Hume.
Tobias Hume (vers 1569 - 16 avril 1645) est un compositeur et violiste anglais, il fut aussi un soldat au service du Roi de Suède.

## Biographie
La vie de Tobias Hume est peu connue, on suppose qu'il est né entre 1569 et 1575, les  musicologues ne sont pas unanimes sur une date. La date de 1569 fut avancée car il fallait être âgé de 60 ans pour être admis à Charterhouse à Londres, lieu pour les retraités de l'armée, mais aussi école militaire destinée aux jeunes soldats. Hume a publié deux recueils de pièces pour violes et airs, le premier date de 1605. Il est intitulé The First Part of Ayres. Le second recueil, de 1607 s'intitule Captain Humes Poeticall Musicke.
Le 1er recueil est dédié à Lord William, comte de Pembrooke, Lord Herbert de Caryf, Lord Par et Rosse de Kendall, Lord Marmion et Sir Quintin, Lord Warden des Stannaries et Chevalier du très Honoré Ordre de Garter. Il comprend 117 pièces dont 104 pour viole seule. Le second recueil est dédié à la Reine Anne, et comporte 25 pièces, pour viole, luth et voix.
Il était aussi un soldat aguerri. Il a créé deux livres qui ont paru en 1605 et 1607.
Il meurt à Londres le 16 avril 1645.

## Enregistrements
- The Spirit of Gambo Emma Kirkby, Labyrinto, Paolo Pandolfo ; Glossa, 1996-2008.
- Poeticall Musicke Les Voix Humaines, Stephen Stubbs, Paul Audet, Réjean Poirier, Francis Colpron, Daniel Taylor ; pièces pour violes, luth et voix ; Naxos, 1997.
- Musicall Humors, London 1605 Jordi Savall (Viole de Gambe) ; Alia Vox, 2007.
- Musical Humors Jordi savall (viole de Gambe) : Astrée, 1982.
- Harke, Harke ! Lyra Violls Humors & Delights Guido Balestracci - Les Basses Réunies - Bruno Cocset ; Alpha 2014.

## Littérature
- Eric Fischer "Nous marcherons pieds nus sur la lune" (quelques jours dans la vie de Tobias Hume) Nouvelle, 2011, 56 p.  (ISBN 979-10-90268-00-5). Réf. éditeur : IT000. Éditions Istesso Tempo

http://www.dhalmann.fr/contents/en-us/d400.html